# Crystal Lane
Crystal Lane (Chelmsford, 13 september 1985) is een wielrenner uit het Verenigd Koninkrijk.
Lane werd geboren met een onderontwikkelde linkerhand. Toen ze in 2008 Sarah Storey op de Paralympics zag, besefte ze dat ze een gelijke handicap had, en zich daarmee kwalificeerde als para-atleet. In 2010 werd ze opgenomen in het Britse paralympische wielerteam, en kwam ze in Londen uit op de Paralympische Zomerspelen.
Ook in 2016 nam ze deel aan de Paralympische Zomerspelen.